# Lindenhof (Küps)
Lindenhof ist eine Wüstung auf dem Gemeindegebiet des Marktes Küps im Landkreis Kronach (Oberfranken, Bayern).

## Geographie
Die Einöde lag auf einer Höhe von 323 m ü. NHN in unmittelbarer Nachbarschaft zu Johannisthal im Osten und Schafhof im Südwesten. Heute befinden sich an der Stelle die Grundschule und eine Sportanlage.

## Geschichte
Gegen Ende des 18. Jahrhunderts bestand Lindenhof aus zwei Anwesen (1 Hof, 1 Schafhaus). Das Hochgericht übte das Rittergut Schmölz-Theisenort im begrenzten Umfang aus. Es hatte gegebenenfalls an das bambergische Centamt Burgkunstadt-Marktgraitz auszuliefern. Das Rittergut Schmölz-Theisenort war zugleich Grundherr der Anwesen. Der Hof wurde 1785 zur Baumwollfabrik umgebaut.
Mit dem Gemeindeedikt wurde Lindenhof dem 1808 gebildeten Steuerdistrikt Theisenort und der 1818 gebildeten Ruralgemeinde Theisenort zugewiesen. Das Gebäude wurde spätestens 1964 abgebrochen.

### Einwohnerentwicklung
| Jahr      | 001818 | 001861 | 001871 | 001885 | 001900 | 001925 | 001950 | 001961 |
| Einwohner | 16     | 16     | 18     | 8      | 43     | 37     | 15     | *      |
| Häuser    | 2      |        |        | 2      | 2      | 1      | 1      | *      |
| Quelle    | [ 4 ]  | [ 7 ]  | [ 8 ]  | [ 9 ]  | [ 10 ] | [ 11 ] | [ 12 ] | [ 5 ]  |

## Religion
Die Protestanten waren nach St. Laurentius (Schmölz) gepfarrt und die Katholiken nach Heiligste Dreifaltigkeit (Theisenort).

## Weblink
- Lindenhof in der Ortsdatenbank des bavarikon, abgerufen am 20. August 2021.